# تشارلز موران
تشارلز موران (بالإنجليزية: Charles Moran)‏ هو لاعب كرة قاعدة أمريكي، ولد في 26 مارس 1879 في واشنطن العاصمة في الولايات المتحدة، وتوفي بنفس المكان في 11 أبريل 1934.